# Seydou Diarra (piłkarz)
Seydou Diarra (ur. 16 kwietnia 1968 w Adjamé) – iworyjski piłkarz grający na pozycji bramkarza. W swojej karierze rozegrał 11 meczów w reprezentacji Wybrzeża Kości Słoniowej.

## Kariera klubowa
W swojej karierze piłkarskiej Diarra występował w dwóch klubach z Abidżanu: ASEC Mimosas i Jeunesse Club Abidżan. Wraz z ASEC zostawał kilkukrotnie mistrzem Wybrzeża Kości Słoniowej i zdobywał Puchary Wybrzeża Kości Słoniowej.

## Kariera reprezentacyjna
W reprezentacji Wybrzeża Kości Słoniowej Diarra zadebiutował w 1996 roku. W 1998 roku został powołany do kadry na Puchar Narodów Afryki 1998, na którym był rezerwowym bramkarzem dla Alaina Gouaméné i nie wystąpił ani razu. W 2000 roku podczas Pucharu Narodów Afryki 2000 także był rezerwowym dla Gouaméné. Od 1996 do 2000 roku rozegrał w kadrze narodowej 11 meczów.